# Adolph Wildgruber
Adolph Wildgruber (* 26. August 1820 in Innsbruck; † 1854 in Feldkirch) war ein Tiroler katholischer Priester.
Nach dem Abschluss seiner theologischen Studien in Innsbruck empfing Wildgruber 1844 seine Weihe zum Priester. Während des Revolutionsjahres 1848 wirkte er als Feldprediger bei den Leutascher Schützen. Nach Ende der Wirren wechselte er in das Lehramt und war bis zu seinem frühen Tod als Professor am Gymnasium in Feldkirch tätig.
Unter dem Titel Geistliche Dichtungen erschien 1854 ein Band mit Gedichten Wildgrubers, in denen er tief religiösen Empfindungen Ausdruck gab.

## Werke
- Geistliche Dichtungen. Innsbruck, 1854